# Walther Sommerlath
Carl August Walther Sommerlath (* 22. Januar 1901 in Heidelberg; † 21. Oktober 1990 ebenda) war ein deutscher Geschäftsmann. Er erlangte als Vater der Königin Silvia von Schweden Bekanntheit.

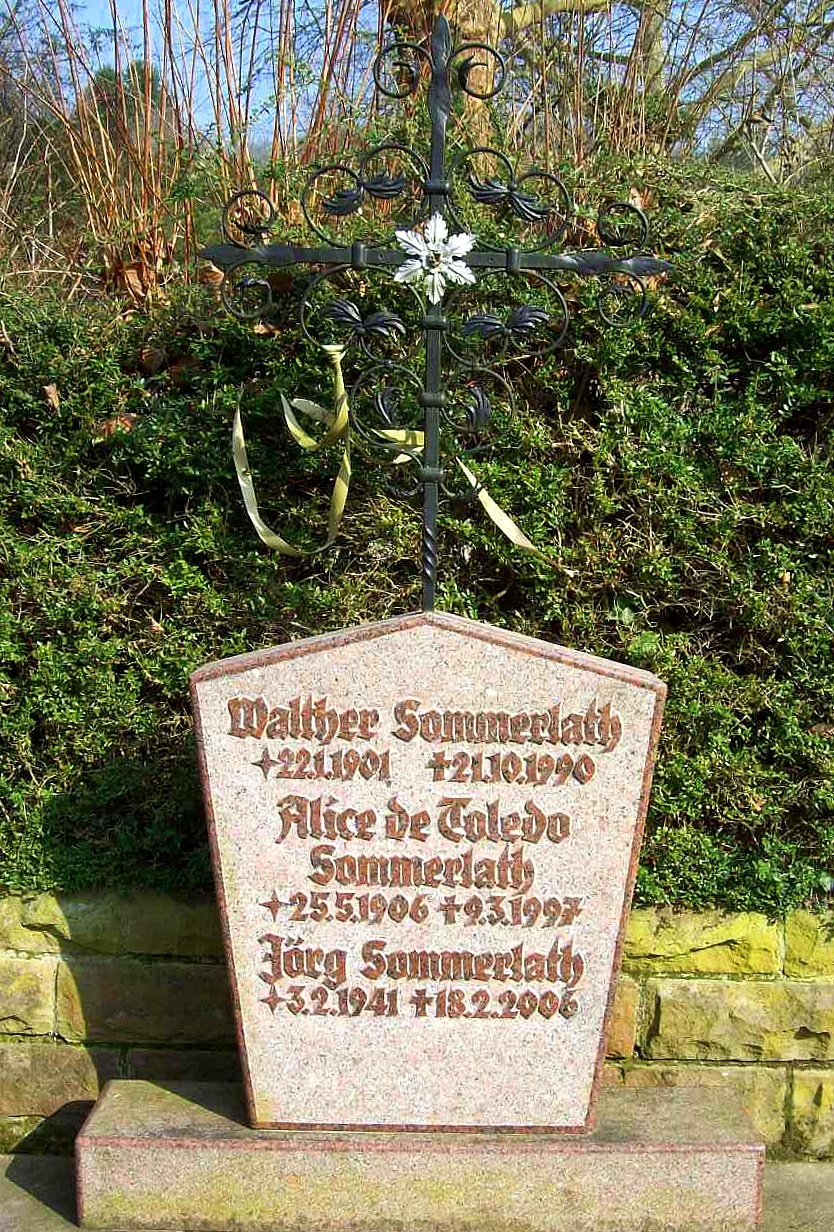
Familiengrab der Sommerlaths auf dem Friedhof Handschuhsheim

## Leben
Mitte der 1920er Jahre ging Sommerlath nach São Paulo in Brasilien, wo er für das Stahlunternehmen Acus Roechling Boulerus do Brasil, eine Niederlassung des deutschen Stahlunternehmens Roechling, tätig war. Dort heiratete er 1925 die Brasilianerin Alice Soares de Toledo, mit der er drei Söhne: Ralf (* 1929), Walther Ludwig (1934–2020), Hans Jörg (1941–2006) und die Tochter Silvia (* 1943) hatte.
Von 1938 bis 1945 lebte er in Deutschland, anschließend nach Kriegsende bis 1957 wiederum in São Paulo. 1957 kehrte die Familie endgültig nach Deutschland zurück. Sommerlath war von 1939 bis 1943 Inhaber der Metallwaren- und Apparate-Fabrik Walther Sommerlath in Berlin-Kreuzberg. Das Werk hatte er im Rahmen der „Arisierung“ von einem jüdischen Geschäftsmann übernommen. Sommerlath trat am 1. Dezember 1934 der NSDAP (Mitgliedsnummer 3.592.030) bei. Seine Rolle in der Zeit des Nationalsozialismus beschäftigte ab 2010 die europäische Öffentlichkeit und es wurden mehrere TV-Dokumentationen zum Thema publiziert. Der Dokumentationsfilm „Sanningen om Sommerlath“ (Die Wahrheit über Sommerlath) aus dem Jahr 2010 von Johan Åsard, englischer Titel „A royal nazi secret“ wurde 2012 mit dem 1. Preis in der Kategorie „Geschichte und Gesellschaft“ der internationalen Film & TV Awards in New York ausgezeichnet.
Walther Sommerlath war der Vater von Königin Silvia von Schweden. Im Jahr 2012 erschien im Auftrag des Schwedischen Königshauses ein Untersuchungsbericht des schwedischen Nationalarchivs, welcher Walther Sommerlath teilweise entlastete. Der Journalist Johan Åsard veröffentlichte im Jahr 2013 ein Buch unter dem Titel „Drottningens hemlighet“ (Das Geheimnis der Königin), in welchem er die offizielle Version des Untersuchungsberichtes über die Nazi-Vergangenheit von Walther Sommerlath als Schönfärberei kritisierte.